# Órgão de Johnston
O órgão de Johnston é um aglomerado de células sensoriais encontradas no pedicelo (o segundo segmento) das antenas dos animais hexápodos da classe Insecta. A presença do órgão de Johnston é uma característica que separa a Classe Insecta dos outros hexápodos do grupo Entognatha. Este órgão detecta os movimentos do flagelo (terceiro segmento antenal). Morfologicamente é uma redoma de escolopídia em forma de tigela, em que cada uma contém um neurônio mecanossensorial. O número de escolopídios varia entre as diferentes espécies; por exemplo, em homópteros, os órgãos de Johnston contêm 25-79 escolopídios. O Órgão de Johnston foi assim eventualmente nomeado em homenagem ao médico Christopher Johnston que, em 1855, descreveu esta importante estrutura a partir de mosquitos.

## Funcionamento do órgão de Johnston

### Em moscas-da-fruta
Na mosca-da-fruta Drosophila melanogaster, o órgão de Johnston contém cerca de 480 neurônios sensoriais. Grupos distintos de neurônios são ativados por flexões das antenas causadas pela gravidade ou por vibrações sonoras e do ar. Estas respostas diferenciadas permitem com que estas moscas reajam de maneira específica a estímulos gravitacionais, mecânicos e acústicos. O órgão de Johnston das moscas das fruta pode tambem ser usado para detectar as frequências de vibrações do ar causadas pelo batimento das asas (o "canto") emitido pelo cortejamento de acasalamento de um parceiro sexual. O som emitido pelo ar possui dois componentes de energia: a mudança de pressão emanante da fonte do som e o deslocamento de ar resultante vibração de ida e volta das partículas que oscilam na direção do som. O elemento de deslocamento de ar sofre maior perda de energia com a distancia do que o componente de pressão, portanto sendo chamado de "som de campo próximo" e sendo detectável apenas dentro de um determinado comprimento da fonte. Em Drosophila, a arista das antenas e o terceiro segmento antenal atuam diretamente como receptores de som. As vibrações ocasionam na rotação do terceiro segmento, que assim canaliza a passagem do som para os mecanorreceptores do órgão de Johnston.

### Em mariposas-beija-flor
O órgão de Johnston desempenha um papel fundamental na estabilidade do voo em mariposas família Sphingidae. Observações obtidas de mariposas pairando no ar durante o voo (de forma análoga a beija-flores) indicam que as antenas vibram com uma frequência correspondente (27 Hz) aos batimentos de asa. Durante o voo alternado, entretanto, as mudanças angulares da destas mariposas causam forças centrífugas, que se manifestam por vibração da antena de cerca do dobro da frequência do batimento das asas (i.e. ~ 60 Hz). Quando antenas sao forçadas a vibrar em uma determinada faixa de freqüências, a captacao de sinais resultantes dos neurônios associados aos órgãos de Johnston indicam que a resposta dos neurônios da escolopídia permanece fortemente acoplada na faixa de 50-70 Hz, o intervalo de vibrações previsto para efeitos de força centrífuga. Desta forma, o órgão de Johnston serve para detectar mudanças angulares durante manobras em pleno voo.

### Nas abelhas
As abelhas (Apis mellifera) comunicam a localização de fontes de alimento a demais obreiras durante uma dança onde sinais sonoros transmitidos pelo ar contém informações importantes. Estes sinais se consistem de movimentos ritmados em alta velocidade movimentando o ar. Tais sons de campo próximo são recebidos e interpretados usando o órgão de Johnston. As abelhas também percebem mudanças no campo elétrico através dos órgãos de Johnston de suas antenas, e possivelmente com outros mecanorreceptores. Campos elétricos gerados por batimentos de asas ocasionam deslocamentos das antenas baseadas na lei de Coulomb. Os neurônios do órgão de Johnston respondem a movimentos dentro da mesma faixa de deslocamentos dos campos elétricos. Quando as antenas foram experimentalmente impedidas de se movimentar nas articulações contendo o órgão de Johnston, as mesmas abelhas não mais respondiam a campos elétricos relevantes. Desta maneira as abelhas parecem usar campos elétricos emanantes da abelha dançante para se comunicarem à distância.